# تامی روبردو
تامی روبردو (به اسپانیایی: Tommy Robredo) (زاده ۱ مهٔ ۱۹۸۲ - هوستالریک) تنیس‌باز اهل کشور اسپانیا است.
روبردو در مسابقات بین‌المللی مهمی شرکت کرده است که می‌توان به صعود وی به مرحله نیمه نهایی مسابقات تنیس آزاد آمریکا در بخش دونفره و همچنین قهرمانی در دیویس کاپ در بخش تیمی (۲۰۰۴، ۲۰۰۸، ۲۰۰۹) اشاره کرد، بهترین رتبه وی در رتبه‌بندی جهانی تنیس ۵ (۲۸ آگوست ۲۰۰۶) بوده است.